# Morinowotome flavonigra
Morinowotome flavonigra är en tvåvingeart som först beskrevs av Friedrich Georg Hendel 1927.  Morinowotome flavonigra ingår i släktet Morinowotome och familjen borrflugor. Inga underarter finns listade i Catalogue of Life.